# FIFA év játékosa 2003

## Férfiak
| #  | Játékos                 | Pont | Csapat                        |
| -- | ----------------------- | ---- | ----------------------------- |
| 1  | Zinédine Zidane         | 264  | Real Madrid                   |
| 2  | Thierry Henry           | 186  | Arsenal                       |
| 3  | Ronaldo                 | 176  | Real Madrid                   |
| 4  | Pavel Nedvěd            | 158  | Juventus                      |
| 5  | Roberto Carlos da Silva | 105  | Real Madrid                   |
| 6  | Ruud van Nistelrooy     | 86   | Manchester United             |
| 7  | David Beckham           | 74   | Manchester United Real Madrid |
| 8  | Raúl                    | 39   | Real Madrid                   |
| 9  | Paolo Maldini           | 37   | AC Milan                      |
| 10 | Andrij Sevcsenko        | 26   | AC Milan                      |

## Nők
| #  | Játékos           | Pont |
| -- | ----------------- | ---- |
| 1  | Birgit Prinz      | 268  |
| 2  | Mia Hamm          | 133  |
| 3  | Hanna Ljungberg   | 84   |
| 4  | Victoria Svensson | 82   |
| 5  | Maren Meinert     | 69   |
| 6  | Bettina Wiegmann  | 49   |
| 7  | Malin Mostrom     | 23   |
| 8  | Katia             | 14   |
| 8  | Renate Lingor     | 14   |
| 10 | Marta             | 13   |
| 10 | Silke Rottenberg  | 13   |
| 12 | Marinette Pichon  | 11   |
| 13 | Charmaine Hooper  | 10   |